# Marie-Luise Gansberg

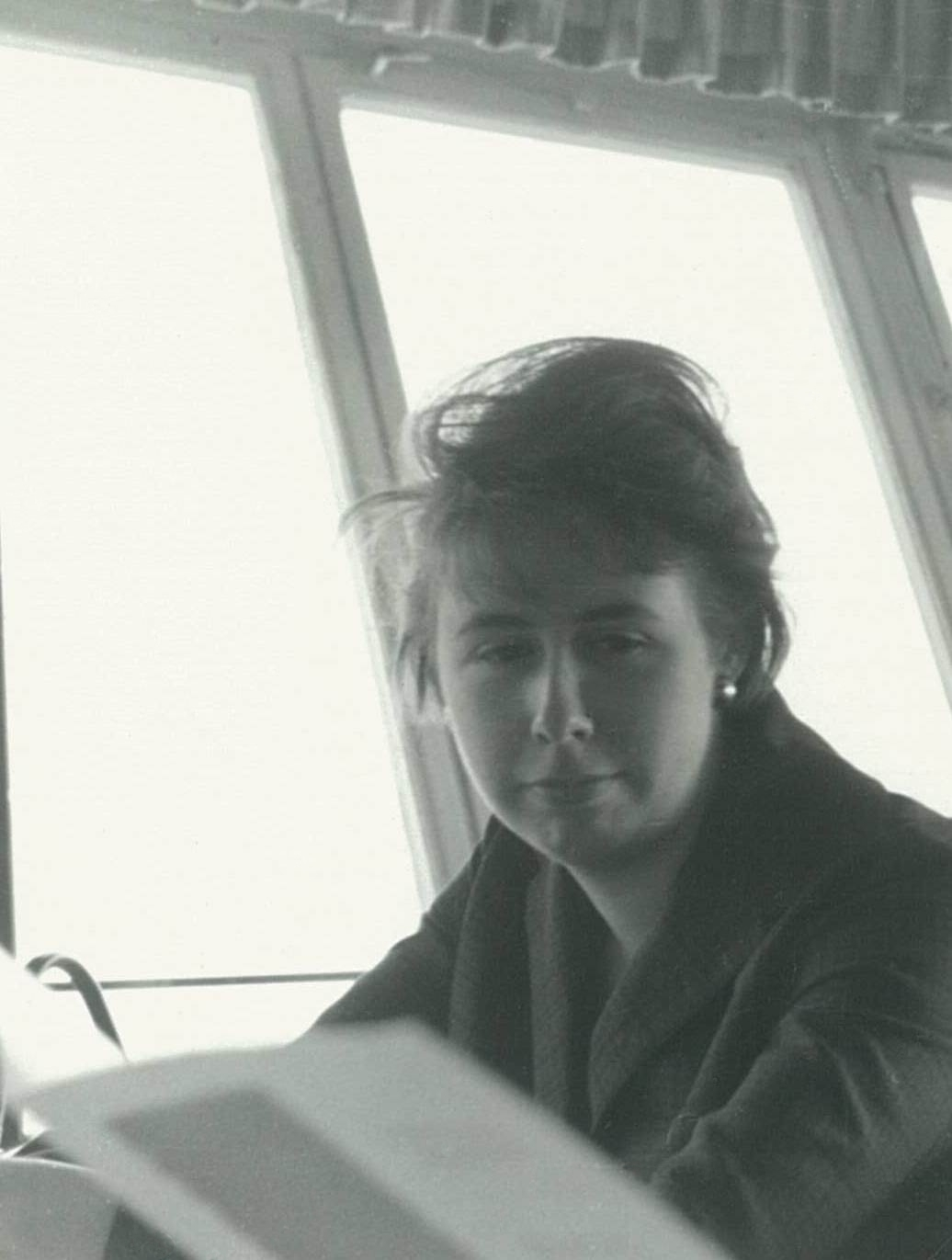
Marie-Luise Gansberg 1960 auf dem Funkturm Berlin

Marie-Luise Gansberg (* 4. Mai 1933 in Bremen; † 3. Februar 2003 in Marburg) war eine deutsche Literaturwissenschaftlerin. Ab 1972 wirkte sie als erste Professorin am Institut für Neuere deutsche Literatur der Universität Marburg.

## Leben und Werk
Nach einer einjährigen Handelsschulausbildung in Bremen studierte Gansberg ab dem Sommersemester 1954 an den Universitäten Göttingen, Hamburg, Marburg und Heidelberg Germanistik, Anglistik und Sozialwissenschaften. 1962 promovierte sie bei Friedrich Sengle, der sie zu seiner wissenschaftlichen Assistentin machte. Zum Wintersemester 1962/63 nahm sie an der Ruprecht-Karls-Universität Heidelberg ihre Lehrtätigkeit auf. In gleicher Funktion wechselte sie 1965 an die Ludwig-Maximilians-Universität München. Infolge ablehnender Reaktionen, insbesondere nach der Assistenten-Flugblatt-Aktion im ausgehenden Wintersemester 1968/69, ließ sie sich 1970 nichthabilitiert an die Philipps-Universität Marburg versetzen, an der sie 1971 zur Akademischen Rätin und 1972 auf dem Wege der Überleitung zur Professorin ernannt wurde. Ihr vorzeitiges Ausscheiden aus dem Dienst (Juli 1993) soll mit der hohen Anzahl an Fehlzeiten aufgrund von Erkrankungen zusammengehangen haben.
Erste Kontakte zwischen Gansberg und dem Sozialistischen Deutschen Studentenbund sind für das Wintersemester 1964/65 nachzuweisen. In München wurden sie und ihr Kollegenfreund, der germanistische Mediävist und Marxist Paul Gerhard Völker (1939–2011) zur Teilnahme an der „Sozialwissenschaftlichen Reihe des SDS ★ WS 66/67“ aufgefordert: Gansberg sprach über „Deutsche Exilliteratur ‒ ein tabuisierter Tatbestand“, Völker über „Wie reaktionär ist die Germanistik?“. Die drei Aufsätze vereinigende Methodenkritik der Germanistik. Materialistische Literaturtheorie und bürgerliche Praxis, herausgegeben in der Reihe „Texte Metzler“, machte das rebellische Duo schlagartig in der intellektuellen Öffentlichkeit der alten Bundesrepublik bekannt.
In der zweiten Hälfte der 1970er-Jahre gehörte Gansberg neben Silvia Bovenschen und Renate Möhrmann zu den Begründerinnen der Forschungsrichtung Feministische Literaturwissenschaft im deutschsprachigen Raum.
Aus einem dreitägigen Interviewmarathon mit Christa Reinig (1926‒2008) ging 1986 das Buch Erkennen, was die Rettung ist. Christa Reinig im Gespräch mit Marie Luise Gansberg und Mechthild Beerlage hervor. Der Band änderte das Bild der deutsch-deutschen Schriftstellerin in der damals nur spärlich vorhandenen Reinig-Forschung. Als einzige Professorin nahm Gansberg am „3. Siegener Kolloquium Homosexualität und Literatur“ (12.‒15. Oktober 1990) teil und hielt im gleichen Jahr am 3. April in Zürich einen Vortrag über „Unnütze Frauen? ‚Alte Jungfer‘, ‚Alte Frau‘, ‚Lesbe‘ in der Literatur und was aus ihnen noch werden kann.“
Am 20. Juni 2018 wurde im Rahmen des Webprojekts „1968 in der deutschen Literaturwissenschaft“ mit Gansberg erstmals eine 68erin aus dem Fach Germanistik einer breiteren Öffentlichkeit vorgestellt.
Zu dem 1950 verstorbenen Reformpädagogen Fritz Gansberg stand sie in einem Verwandtschaftsverhältnis.

## Schriften
- Zur Sprache in Hebbels Dramen. In: Helmut Kreuzer (Hrsg.): Hebbel in neuer Sicht. (Sprache und Literatur; 9), Kohlhammer, Stuttgart 1963, S. 59–79. 2., durchges. Aufl. 1969.
- Der Prosa-Wortschatz des deutschen Realismus. Unter besonderer Berücksichtigung des vorausgehenden Sprachwandels 1835–1855 (= Abhandlungen zur Kunst-, Musik- und Literaturwissenschaft; 27), Bonn: Bouvier 1964. 2. Aufl. 1966.
- Massenemigration deutscher Schriftsteller 1933‒47, in: Beiträge zu den Fortbildungskursen des Goethe-Instituts für ausländische Deutschlehrer an Schulen und Hochschulen 2, 1966, S. 24‒29.
- Erzählungen für junge Damen und Dichter [hrsg. von Wilhelm Heinse]. Faksimiledruck nach der Ausgabe Lemgo, Meyer, 1775. Mit einem Nachwort von Marie Luise Gansberg (Deutsche Neudrucke. Reihe Texte des 18. Jahrhunderts), Stuttgart: Metzler 1967.
- Welt-Verlachung und „das rechte Land“. Ein literatursoziologischer Beitrag zu Jean Pauls Flegeljahren, in: Deutsche Vierteljahrsschrift für Literaturwissenschaft und Geistesgeschichte 42 (1968), S. 373–398; wiederabgedruckt in: Uwe Schweikert (Hrsg.), Jean Paul (= Wege der Forschung; 336), Darmstadt: Wissenschaftliche Buchgesellschaft 1974, S. 353‒388.
- Zu einigen populären Vorurteilen gegen materialistische Literaturwissenschaft, in: Marie Luise Gansberg u. Paul Gerhard Völker, Methodenkritik der Germanistik. Materialistische Literaturtheorie und bürgerliche Praxis, Stuttgart: Metzler 1970, S. 7–39, 133–139. 4., teilw. überarb. Aufl. 1973.
- Marie-Luise Gansberg, Paul-Gerhard Völker: [Rezension von] Jost Hermand: Synthetisches Interpretieren. Zur Methodik der Literaturwissenschaft, München: Nymphenburger 1968, in: Das Argument. Zeitschrift für Philosophie und Sozialwissenschaften 14, 1972, Nr. 72, S. 350‒352.
- Erkennen, was die Rettung ist. Christa Reinig im Gespräch mit Marie Luise Gansberg und Mechthild Beerlage, München: Verlag Frauenoffensive 1986.
- Universität Marburg, Frauenforschung & Lehre am Institut für Neuere deutsche Literatur, in: Rundbrief Frauen in der Literaturwissenschaft 5, 1987, 13, S. 8.
- Christa Reinig: „Müßiggang ist aller Anfang.“ (1979). Ästhetische Taktlosigkeit als weibliche Schreibstrategie. In: Inge Stephan, Sigrid Weigel u. Kerstin Wilhelms (Hrsg.): Wen kümmert’s, wer spricht. Zur Literatur und Kulturgeschichte von Frauen aus Ost und West. Böhlau, Köln u. Wien 1991, S. 185–194.
- Erotische Liebe und mütterliche Fürsorge: Charlotte Wolffs späte Konzeption lesbischer Liebe/Sexualität, in: Gerhard Härle, Maria Kalveram u. Wolfgang Popp (Hrsg.), Erkenntniswunsch und Diskretion. Erotik in biographischer und autobiographischer Literatur. 3. Siegener Kolloquium Homosexualität und Literatur, Berlin: Verlag rosa Winkel 1992, S. 167–178.
- Daß ich immer eine Fremde war und sein werde. Außenseiter als Interpretationsmuster in Charlotte Wolffs sexualwissenschaftlicher und literarischer Produktion, in: Inge Stephan, Sabine Maja Schilling u. Sigrid Weigel (Hrsg.), Jüdische Kultur und Weiblichkeit in der Moderne, Köln, Weimar u. Wien: Böhlau 1994 (Literatur, Kultur, Geschlecht. Große Reihe; 2), S. 159–172.
- Irmtraud Morgner, in: Neue Deutsche Biographie, Bd. 18, Berlin: Duncker & Humblot 1997, S. 121–123.